# Xue Hanqin

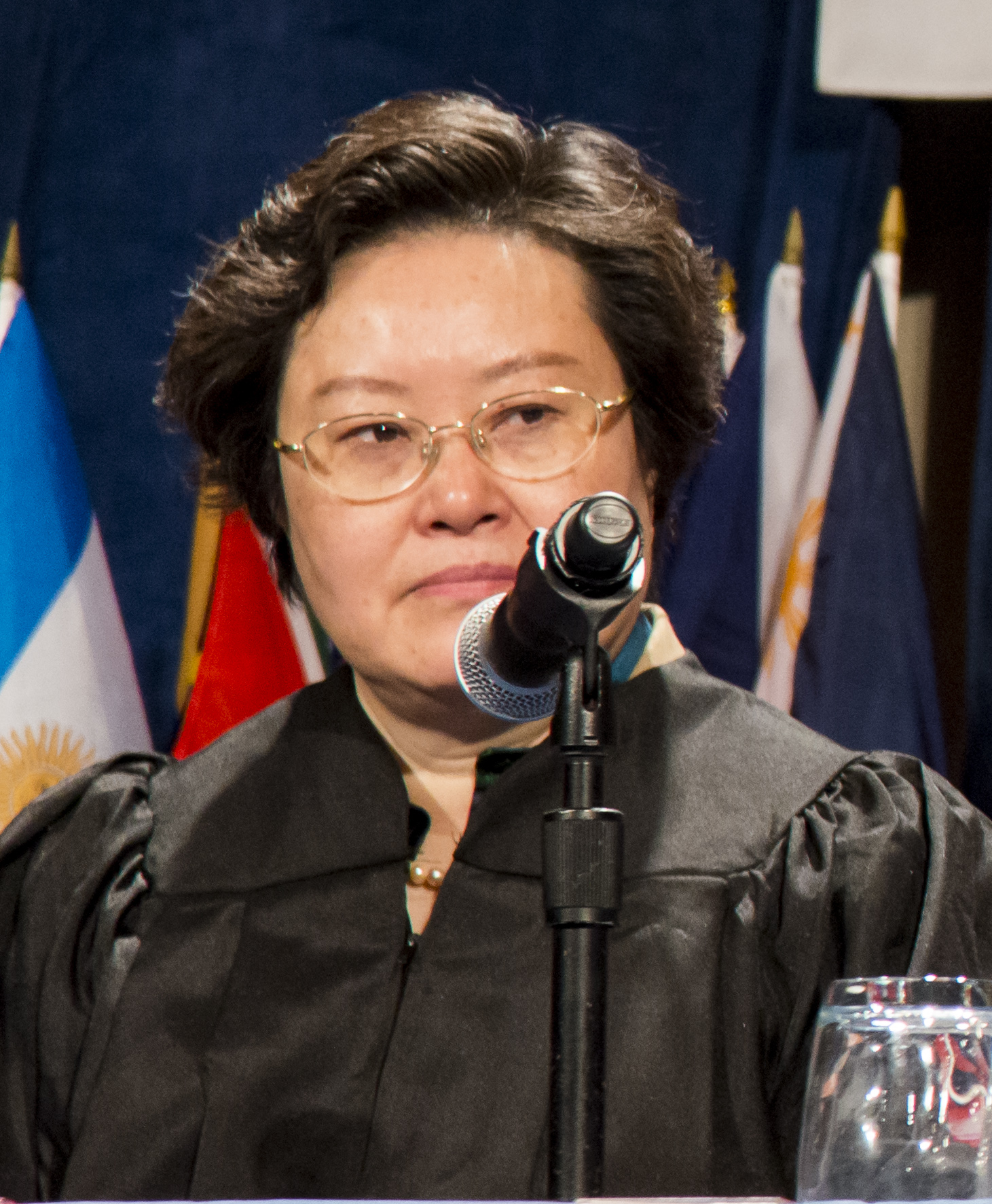
Xue Hanqin (2013)

Xue Hanqin (chinesisch 薛捍勤, Pinyin Xuē Hànqín; * 15. September 1955 in Shanghai) ist eine chinesische Juristin. Sie ist seit 1980 in verschiedenen juristischen und diplomatischen Positionen für das chinesische Außenministerium tätig und darüber hinaus Professorin an verschiedenen chinesischen Universitäten. Von 2002 bis 2010 war sie Mitglied der Völkerrechtskommission der Vereinten Nationen. Seit Juni 2010 ist sie in Nachfolge von Shi Jiuyong Richterin am Internationalen Gerichtshof. Im Februar 2018 wurde sie für drei Jahre zur Vizepräsidentin des IGH gewählt.

## Leben
Xue Hanqin wurde 1955 in Shanghai geboren und absolvierte von 1977 bis 1980 zunächst ein Studium an der Fremdsprachenuniversität Peking. Anschließend studierte sie in den Jahren 1981/1982 an der Peking-Universität, an der sie ein Diplom im Bereich des internationalen Rechts erwarb. An der Columbia University erlangte sie darüber hinaus 1983 einen Abschluss als Master of Laws (LL.M.) sowie 1995 die Promotion. Sie fungiert an verschiedenen chinesischen Universitäten als außerordentliche Professorin, so seit 1994 an der Universität Peking, seit 1998 an der Diplomatenhochschule China Foreign Affairs University sowie seit 2008 an der Wuhan-Universität. Seit 2004 ist sie außerdem Professorin am Institut für Rechtswissenschaften der Chinesischen Akademie der Sozialwissenschaften.
Ab dem Jahr 1980 war sie in verschiedenen Positionen im chinesischen Außenministerium tätig, darunter von 1999 bis 2003 als Generaldirektorin der Abteilung für Verträge und Recht. Von 2003 bis 2008 fungierte sie als Botschafterin ihres Heimatlandes in den Niederlanden und als ständige Vertreterin Chinas bei der Organisation für das Verbot chemischer Waffen sowie anschließend als Botschafterin beim Verband Südostasiatischer Nationen (ASEAN). Sie war außerdem Mitglied beziehungsweise Leiterin der chinesischen Delegationen bei den Sitzungen der UN-Generalversammlung, bei einer Reihe internationaler Tagungen sowie bei bilateralen Verhandlungen mit anderen Staaten. Von 2002 bis 2010 gehörte sie der Völkerrechtskommission der Vereinten Nationen an.
Im Juni 2010 wurde sie zur Richterin am Internationalen Gerichtshof in Den Haag gewählt. Nach der Britin Rosalyn Higgins ist sie die zweite Frau seit der Gründung des Gerichtshofs, die regulär zur Richterin gewählt wurde. Sie folgt ihrem Landsmann Shi Jiuyong, der sich zuvor von dieser Position zurückgezogen hatte, und amtiert zunächst bis zum turnusmäßigen Ende von dessen Amtszeit im Februar 2012. Im November 2011 und im November 2020 wurde sie jeweils für eine weitere Amtszeit von neun Jahren wiedergewählt. Ab dem 6. Februar 2018 war sie für eine Amtszeit von drei Jahren Vizepräsidentin des Internationalen Gerichtshofs.
Nach dem Einmarsch Russlands in der Ukraine stimmte Xue Mitte März 2022 dagegen, die Regierung von Wladimir Putin zu einem sofortigen Ende des Kriegs aufzufordern. Damit war die Chinesin neben dem russischen Richter  Kirill Geworgjan die einzige Vertreterin im Richterkollegium des Internationalen Gerichtshofs, die gegen die Aufforderung eines sofortigen Kriegsstopps votierte.
Xue Hanqin ist verheiratet und Mutter einer Tochter.

## Werke (Auswahl)
- A Complete Compilation of Treaties on Trade and Economy between China and Foreign Countries. Peking 1996 (als Mitautorin)
- Commentary on the Charter of United Nations. Chinesischer Originaltitel: 联合国宪章诠释. Taiyuan 1999 (als Mitautorin)
- Transboundary Damage in International Law. Reihe: Cambridge Studies in International and Comparative Law. Band 27. Cambridge 2003